# جون والاس (مجدف)
جون والاس (بالإنجليزية: John William Wallace)‏ هو مجدف كندي، ولد في 1 أبريل 1962 في بيرلينجتون في كندا.

## وصلات خارجية
- جون والاس على موقع الاتحاد الدولي للتجديف (الإنجليزية)
- جون والاس على موقع اللجنة الأولمبية الدولية (الإنجليزية)
- جون والاس على موقع أوليمبيديا (الإنجليزية)
- جون والاس على موقع اللجنة الأولمبية الكندية (الإنجليزية)
- جون والاس على موقع اتحاد ألعاب الكومنولث (مؤرشف) (الإنجليزية)